# Пустошка (Череповецкий район)
Пустошка — деревня в Череповецком районе Вологодской области.
Входит в состав Уломского сельского поселения, с точки зрения административно-территориального деления — в Николо-Раменский сельсовет.
Расстояние по автодороге до районного центра Череповца — 81 км, до центра муниципального образования Николо-Раменья — 11 км. Ближайшие населённые пункты — Заречье, Бузаково, Куншино, Дмитриево.
По переписи 2002 года население — 29 человек (14 мужчин, 15 женщин). Преобладающая национальность — русские (97 %).